# Amt Breklum
Das Amt Breklum war ein Amt im Kreis Husum in Schleswig-Holstein. Zu ihm gehörten die sieben Mitgliedsgemeinden:
- Almdorf
- Breklum
- Högel
- Lütjenholm
- Sönnebüll
- Struckum
- Vollstedt

## Geschichte
1889 wurde im Kreis Husum der Amtsbezirk Breklum aus der Kirchspielslandgemeinde Breklum gebildet. Diese bestand aus den elf Dorfschaften Almdorf, Borsbüll, Breklum, Fehsholm, Högel, Lütjenholm, Riddorf, Sönnebüll, Struckum, Vollstedt und Wallsbüll.
1934 wurde die Kirchspielslandgemeinde aufgelöst und die Dorfschaften bildeten eigenständige Landgemeinden. Noch im selben Jahr wurden die Gemeinden Borsbüll und Riddorf nach Breklum und Fehsholm und Wallsbüll nach Struckum eingemeindet.
1948 wurde der Amtsbezirk aufgelöst und die sieben Gemeinden bildeten das Amt Breklum. Mit Bildung des Kreises Nordfriesland wurde das Amt 1970 aufgelöst und die Gemeinden bildeten mit den Gemeinden der Ämter Bohmstedt und Joldelund das Amt Bredstedt-Land. 